# Andreas Nehring
Andreas Nehring (* 1957 in Braunschweig) ist deutscher evangelischer Theologe.

## Leben
Er studierte von 1979 bis 1985 Theologie mit Schwerpunkt Religionswissenschaft und Religionsgeschichte in Neuendettelsau, Hamburg, Bangalore und Heidelberg. Im Januar 1985 absolvierte er das erste theologische Examen in Braunschweig und anschließend das Vikariat. Von April 1986 bis Mai 1987 forschte er in Tokio. Im Januar 1988 legte er das zweite theologische Examen ab. Nach der Promotion im Fach Missions- und Religionswissenschaften an der Universität Erlangen-Nürnberg im Juli 1991 unterrichtete er von März 1993 bis April 1997 als Dozent für Religionswissenschaft in Chennai. Von Oktober 1997 bis September 2005 war er Assistent an der Augustana-Hochschule Neuendettelsau im Fach Religions- und Missionswissenschaft. Nach der Habilitation im Juni 2001 in diesem Fach mit einer religionswissenschaftlichen Arbeit vertrat er von Oktober 2005 bis April 2006 einen Lehrstuhl an der Universität Hamburg. Seit April 2006 hat er den Lehrstuhl für Religions- und Missionswissenschaft an der Friedrich-Alexander-Universität Erlangen-Nürnberg inne. Von Oktober 2013 bis September 2014 forschte er als Fellow am Internationalen Kolleg für geisteswissenschaftliche Forschung: „Schicksal, Freiheit und Prognose“ der FAU. In Salzburg lehrte er 2014 und 2017 als Gastprofessor.

## Schriften (Auswahl)
- Rissho-Kosei-kai. Eine neubuddhistische Religion in Japan (= Erlanger Monographien aus Mission und Ökumene. Band 16). Verl. der Ev.-Luth. Mission, Erlangen 1992, ISBN 3-87214-316-6 (zugleich Dissertation, Erlangen 1991).
- als Herausgeber: Ecology – A Theological Response. Dept. of Research and Publications, Gurukul Lutheran Theological College & Research Institute, Madras 1994, OCLC 34944092.
- als Herausgeber: Prejudice. Issues in Third World Theologies. Gurukul Lutheran Theological College & Research, Madras 1996, OCLC 41062436.
- als Herausgeber: Fundamentalism and Secularism. The Indian Predicament. Gurukul Lutheran Theological College & Research, Madras 1999, OCLC 604373270.
- Orientalismus und Mission. Die Repräsentation der tamilischen Gesellschaft und Religion durch Leipziger Missionare 1840–1940 (= Studien zur außereuropäischen Christentumsgeschichte (Asien, Afrika, Lateinamerika). Band 7). Harrassowitz, Wiesbaden 2003, ISBN 3-447-04790-9 (zugleich Habilitationsschrift, Neuendettelsau 2003).
- als Herausgeber mit Joachim Valentin: Religious Turns – Turning Religions. Veränderte kulturelle Diskurse – neue religiöse Wissensformen (= ReligionsKulturen. Band 1). Kohlhammer, Stuttgart 2008, ISBN 3-525-60455-6.
- als Herausgeber mit Heike Liebau und Brigitte Klosterberg: Mission und Forschung. Translokale Wissensproduktion zwischen Indien und Europa im 18. und 19. Jahrhundert (= Hallesche Forschungen. Band 29). Verl. der Franckeschen Stiftungen Halle, Halle/Wiesbaden 2010, ISBN 978-3-447-06392-0.
- als Herausgeber mit Simon Tielesch: Postkoloniale Theologien (= ReligionsKulturen. Band 11). Kohlhammer, Stuttgart 2013, ISBN 3-17-022552-9.
- als Herausgeber mit Doris Feldmann: Gayatri Spivak: Kritik der postkolonialen Vernunft. Hin zu einer Geschichte der verrinnenden Gegenwart (= ReligionsKulturen. Band 11). Kohlhammer, Stuttgart 2014, ISBN 978-3-17-022430-8.
- als Herausgeber mit Andrea Beck und Klaus Herbers: Heilige und geheiligte Dinge. Formen und Funktionen (= Beiträge zur Hagiographie. Band 20). Franz Steiner Verlag, Stuttgart 2017, ISBN 3-515-11549-8.
- als Herausgeber mit Perry Schmidt-Leukel: Interreligious Comparison in Religious Studies and Theology. Bloomsbury Academic, London/Oxford/New York 2018, ISBN 1-350-05872-6.
- als Herausgeber mit Karin Steiner und Klaus Herbers: Sakralität und Macht (= Beiträge zur Hagiographie. Band 22). Franz Steiner Verlag, Stuttgart 2018, ISBN 3-515-12161-7.
- als Herausgeber mit Simon Wiesgickl: Perspektiven aus dem deutschsprachigen Raum (= Postkoloniale Theologien. Band 2). Kohlhammer, Stuttgart 2018, ISBN 3-17-032571-X.